# Cécilia Berder
Cécilia Maria Berder (ur. 13 grudnia 1989 w Morlaix) – francuska szablistka, dwukrotna medalistka olimpijska i wielokrotna medalistka mistrzostw świata.
Na igrzyskach olimpijskich w Tokio reprezentantki Francji w składzie: Manon Brunet, Cécilia Berder, Charlotte Lembach i Sara Balzer zajęły drugie miejsce w rywalizacji drużynowej. W turnieju indywidualnym zajęła 20. miejsce. Ponadto  Podczas rozgrywanych w 2016 roku igrzysk w Rio de Janeiro była piąta indywidualnie i ósma drużynowo.
Kilkukrotnie zdobywała drużynowo medale mistrzostw świata, w tym złoty na MŚ w Wuxi (2018), srebrne podczas MŚ w Antalyi (2009), MŚ w Kazaniu (2014), MŚ w Moskwie (2015) i MŚ w Budapeszcie (2019) oraz brązowe na MŚ w Paryżu (2010) i MŚ w Lipsku (2017). Ponadto na MŚ w Lipsku (2017) zajęła trzecie miejsce indywidualnie, gdzie lepsze były tylko Ukrainka Olha Charłan i Azza Besbes z Tunezji.
Zdobyła srebro w szabli drużynowej na mistrzostwach Europy w Strasburgu w 2014 roku. W tej samej konkurencji zdobyła także srebro na mistrzostwach Europy w Montreux (2015), mistrzostwach Europy w Toruniu (2016) oraz brąz na mistrzostwach Europy w Tbilisi (2017), mistrzostwach Europy w Nowym Sadzie (2018) i mistrzostwach Europy w Düsseldorfie (2019). Była też druga indywidualnie na ME 2018.
Zdobyła również drużynowo złoty medal na igrzyskach europejskich w Krakowie w 2023 roku.